# Vakıflı
Vakıflı (en arménien : Վաքիֆ) est un village du district de Samandağ dans la province de Hatay en Turquie. Il est considéré comme étant le dernier village arménien de Turquie,, le reste de la communauté étant rassemblé dans les villes, principalement à Istanbul. Il est situé près du mont Moïse (en turc : Musa Dağı, en arménien : Musa Ler) dans la province de Hatay.

## Histoire
À partir du 21 juillet 1915, durant le génocide orchestré par les Jeunes-Turcs au pouvoir, la population arménienne de Vakif, comme celle de huit autres villages de la région, s'organise, fuit vers le mont Moïse et résiste aux forces armées ottomanes pour échapper aux déportations et aux tueries ; les villageois ont en effet été informés par un survivant de la manière dont Zeïtoun a été vidée de sa population arménienne, et la décision de résister n'a été prise que « lorsque ses leaders ont acquis la certitude que les autorités allaient les envoyer à la mort ». Mais le 12 septembre, à court de vivres et de munitions, les quatre à six mille Arméniens restants sont évacués par la marine française pour Port-Saïd en Égypte.
Après la Première Guerre mondiale, Vakif fait partie de la Syrie avant de revenir en 1939 à la Turquie.

## Situation actuelle
L'église du village a été restaurée de 1994 à 1997, avec l'aide du gouvernement turc.